# Gilberto with Turrentine
| Оценки критиков               | Оценки критиков |
| Источник                      | Оценка          |
| ----------------------------- | --------------- |
| AllMusic                      | [ 1 ]           |
| Encyclopedia of Popular Music | [ 2 ]           |

Gilberto with Turrentine — совсметный студийный альбом бразильской певицы Аструд Жилберту и американского саксофониста Стэнли Тёррентайна, выпущенный в 1971 году на лейбле CTI Records.

## Отзывы критиков
Рон Уинн из AllMusic отметил, что на альбоме имеется несколько занимательных моментов. В журнале Billboard написали: «Мисс Жилберту, оригинальная „Девушка из Ипанемы“, дебютирует на лейбле вместе со Стэнли Тёррентайном, и вместе они делают это выдающимся образом. Обработка „Zazueira“ мисс Жилберту исключительна, но есть и другие жемчужины, в том числе чувствительное исполнение недавнего лауреата премии „Оскар“ „Solo el Fin (For All We Know)“ и „Historia de Amor (Love Story)“. Здесь есть потенциал больших продаж».

## Список композиций
| №  | Название                        | Автор(ы)                               | Длительность |
| -- | ------------------------------- | -------------------------------------- | ------------ |
| 1. | «Wanting Things»                | Берт Бакарак, Хэл Дэвид                | 2:35         |
| 2. | «Brazilian Tapestry»            | Эумир Деодато                          | 5:10         |
| 3. | «To a Flame»                    | Стивен Стиллз                          | 3:17         |
| 4. | «Solo el Fin (For All We Know)» | Фред Карлин, Артур Джеймс, Робб Уилсон | 3:10         |
| 5. | «Zazueira»                      | Жоржи Бен Жор                          | 3:40         |

| №  | Название                                            | Автор(ы)                                   | Длительность |
| -- | --------------------------------------------------- | ------------------------------------------ | ------------ |
| 1. | «Ponteio»                                           | Жозе Карлос Капинам, Эду Лобу              | 3:35         |
| 2. | «Traveling Light»                                   | Эумир Деодато, Марта Эверетт               | 3:25         |
| 3. | «Vera Cruz»                                         | Фернандо Брант, Джен Лис, Милтон Насименту | 5:05         |
| 4. | «Historia de Amor (Love Story)»                     | Альфонсо Альпин, Карл Сигман, Франсис Ле   | 3:29         |
| 5. | «Where There’s a Heartache (There Must Be a Heart)» | Берт Бакарак, Хэл Дэвид                    | 3:10         |

| №  | Название             | Автор(ы)                     | Длительность |
| -- | -------------------- | ---------------------------- | ------------ |
| 1. | «Just Be You»        | Аструд Жилберту              | 2:29         |
| 2. | «The Puppy Song»     | Гарри Нилсон                 | 3:21         |
| 3. | «Polytechnical High» | Эумир Деодато, Марта Эверетт | 2:48         |

## Чарты
| Чарт (1971)                          | Высшая позиция |
| ------------------------------------ | -------------- |
| США (Record World The Jazz LP Chart) | 13             |